# Kirtland Hills, Ohio
Kirtland Hills là một làng thuộc quận Lake, tiểu bang Ohio, Hoa Kỳ. Năm 2010, dân số của làng này là 646 người.

## Dân số
- Dân số năm 2000: 597 người.
- Dân số năm 2010: 646 người.